# Remzi Aydin Jöntürk
Remzi Aydin Jöntürk (15 de setembro de 1936 – 2 de setembro de 1987) foi um director de cinema, actor, roteirista e produtor turco. Remzi dirigiu mais de 72 filmes na sua longa carreira.
É creditado por criar e dirigir alguns dos mais famosos exemplos do cinema turco que incluem Yarinsiz Adam (O Homem sem Manhã) e Eıkılmayan Adam (O Homem Indestrutível), ambos protagonizados por Cüneyt Arcaın como parte da sua Trilogia. É considerado um do mais proeminentes criadores de filmes do cinema turco de acção de 1970.

## Biografia
Jöntürk nasceu a 15 de setembro de 1936 em Erzinjane, na Turquia. Estudou no colégio militar de Kuleli, e, posteriormente, no Instituto de Jornalismo e na Academia de Belas Artes. Jöntürk entrou no cinema durante a década de 1960 como desenhador de palcos. Em 1964, dirigiu o seu primeiro filme Zımba Gibi Delikanlı protagonizado por Eılmaz Güney. Morreu a 2 de setembro de 1987, à idade de 50 anos, num acidente de tráfico em Çanakkale, na Turquia, apenas 13 dias antes do seu 51º aniversário.

## Proibição deZindanem Alemanha
Zindan (Prisão) é um filme de acção dirigido por Jöntürk em 1974, e foi proibida em Alemanha em 1988. Ainda que, actualmente, a proibição não continue, Zindan segue sendo o único filme turco que se proibiu na Alemanha devido à violência e à crueldade que contém.

## Filmografia
Filmes como actor (5 filmes)
- Malkoçoğlu Kara Korsan  1968[10]
- Aslan Bey  1968[11]
- Malkoçoğlu Krallara Karşı  1967[12]
- Başlık  1965[13]
- Kamalı Zeybek  1964

Filmes como director (72 filmes)
- Afrodit  1987[7]
- Yaralı Can  1987
- Biraz Neşe Biraz Keder   1986
- Domdom Kurşunu  1985
- Eroin Hattı   1985
- Altar 1985[14]
- Geçim Otobüsü  1984
- Halk Düşmanı  1984
- Beş Kafadar 1984
- İkimiz De Sevdik  1983
- Can Kurban 1983
- Nikah 1983
- Aşk Adası  1983
- Türkiyem 1983
- Bir Pazar Günü  1982
- Ağlayan Gülmedi mi?  1982
- Milcan 1981
- Öğretmen Kemal 1981
- Acı Gerçekler  1981
- Takip   1981
- Unutulmayanlar (Unforgettables) 1981[15]
- Çile  1980
- Çile Tarlası   1980
- Destan 1980
- Kara Yazma  1979
- Hayat Harcadın Beni 1979
- Uyanış  1978
- Kaplanlar Ağlamaz  1978
- Lekeli Melek  1978
- Avare 1978
- Kan  1977
- Yıkılmayan Adam 1977[16][17][18]
- Satılmış Adam   1977[18]
- Şeref Yumruğu  1977[18]
- Hırçın Kız  1977
- Yarınsız Adam 1976
- Ölüme Yalnız Gidilir  1976
- Silahlara Veda  1976
- Tepedeki Ev  1976
- Hora Geliyor Hora 1976
- Bir Defa Yetmez  1975
- İsyan  1975
- Macera  1975
- Yarınlar Bizim   1975
- Kahramanlar  1974
- Zindan   1974
- Sayılı Kabadayılar 1974
- Göç   1974
- Duvak 1973
- Pir Sultan Abdal 1973
- Arap Abdo  1973
- Elif İle Seydo  1972
- İntikam Kartalları 1971
- Hasret 1971
- Kader Bağlayınca   1970
- Sevgili Muhafızım 1970
- Avare 1970
- Yaralı Kalp  1969
- Malkoçoğlu Cem Sultan 1969
- Malkoçoğlu- Kara Korsan 1968
- Cango Ölüm Süvarisi  1967
- Malkoçoğlu- Krallara Karşı 1967
- Bir Şoförün Gizli Defteri 1967
- Eşkiya Celladı 1967
- At Hırsızı Banuş 1967
- Ve Silahlara Veda 1966
- Yaşamak Haram Oldu 1966
- Göklerdeki Sevgili  1966
- Zorlu Düşman 1966
- Beyaz Atlı Adam 1965
- Mağrur Ve Sefil 1965
- Zımba Gibi Delikanlı 1964

Filmes como produtor (5 filmes)
- Altar 1985
- Domdom Kurşunu 1985
- Halk Düşmanı 1984
- Elif İle Seydo 1972
- İntikam Kartalları 1971

Filmes como roteirista (44 filmes)
- Domdom Kurşunu 1985
- Eroin Hattı 1985
- Beş Kafadar 1984
- Geçim Otobüsü 1984
- İkimiz De Sevdik 1983
- Aşk Adası 1983
- Bir Pazar Günü 1982
- Acı Gerçekler 1981
- Azap Çiçeği 1981
- Milcan 1981
- Unutulmayanlar 1981
- Sevgi Dünyası 1980
- Avare 1978
- Kaplanlar Ağlamaz 1978
- Hayata Dönüş 1977
- Hırçın Kız 1977
- Hora Geliyor Hora 1976
- Ölüme Yalnız Gidilir 1976
- Silahlara Veda 1976
- Bir Defa Yetmez 1975
- İsyan 1975
- Macera 1975
- Kahramanlar 1974
- Sayılı Kabadayılar 1974
- Zindan 1974
- Göç 1974
- Duvak 1973
- Elif İle Seydo 1972
- Malkoçoğlu Ölüm Fedaileri 1971
- Hasret 1971
- İntikam Kartalları 1971
- Melikşah 1969
- Malkoçoğlu Akıncılar Geliyor 1969
- Yaralı Kalp 1969
- Malkoçoğlu Cem Sultan 1969
- Yakılacak Kitap 1968
- Bir Şoförün Gizli Defteri 1967
- Bir Şoförün Gizli Defteri 1967
- Eşkiya Celladı 1967
- Yaşamak Haram Oldu 1966
- Göklerdeki Sevgili 1966
- Ve Silahlara Veda 1966
- Beyaz Atlı Adam 1965
- Zımba Gibi Delikanlı 1964

Filmes como autor do livro (1 filme)
- Kader 1968

Filmes como assistente director (1 filme)
- Şoför Nebahat Ve Kızı